# Stueng Traeng
Stueng Traeng är ett distrikt i Kambodja.   Det ligger i provinsen Stung Treng, i den centrala delen av landet, 260 km nordost om huvudstaden Phnom Penh. Antalet invånare är 29 665.